# Riku Matsuda (fodboldspiller, født 1991)
 For alternative betydninger, se Riku Matsuda. (Se også artikler, som begynder med Riku Matsuda)
Riku Matsuda (født 24. juli 1991) er en japansk fodboldspiller, som spiller for den japanske fodboldklub Cerezo Osaka.